# Ilda Figueiredo
Maria Ilda da Costa Figueiredo (Oliveira do Bairro, Troviscal, 30 de octubre de 1948) es una economista, docente y política portuguesa.

## Infancia y estudios
Figueiredo pasó su infancia y juventud en Troviscal, hasta trasladarse con su familia, siendo adolescente, a la ciudad de Chaves. Posteriormente vivió en Aveiro, a los 19 años se casó y se mudó a Vila Nova de Gaia.

### Actividad profesional
Realizó un Curso de Magisterio Primario para poder impartir clases en escuelas primarias, hasta que después completó su licenciatura en Economía, en la Facultad de Economía de la Universidad de Oporto, y pasó a ser profesora de escuela secundaria, cargo que desempeñó hasta su profesionalización como técnica superior sindical, en el Sindicato Têxtil do Porto, ya en los años 1970. Posteriormente se integraría a la USP/CGTP-IN.
Trabajó como docente en la Escola Comercial Oliveira Martins, donde también fue miembro del Consejo Directivo, y en la Escola Secundária Almeida Garrett. Décadas más tarde, también fue profesora en el Instituto Superior Jean Piaget, en el campus de Vila Nova de Gaia.

## Carrera política
En Aveiro, Figueiredo se afilió a la Juventud Obrera Católica y, más tarde se estableció en Oporto, donde se afilió al Partido Comunista Portugués, inmediatamente después de la Revolución de los Claveles el 25 de abril de 1974. En 1979 ganó un escaño como diputada de la Asamblea de la República, elegida por el Partido Comunista Portugués, en el círculo  de Oporto, siendo reelegida en otras legislaturas, hasta retirarse en 1991.
Entre 1983 y 1990, ocupó el cargo de concejal del Ayuntamiento de Vila Nova de Gaia siendo responsable del Departamento de Medio Ambiente y Jardines. En 1994, ocupó cargo en el Ayuntamiento de Oporto, siendo reelegida en 1997. En su primer mandato fue responsable de Salud y Saneamiento y perteneció a la Junta Directiva de Servicios Municipales de Agua y Saneamiento. En su segundo mandato, tras un desacuerdo con el alcalde, el socialista Fernando Gomes, no tuvo cartera asignada.
En 1999 fue elegida al Parlamento Europeo por las listas del Partido Comunista Portugués, donde perteneció al grupo Izquierda Unitaria Europea/Izquierda Verde Nórdica, del que llegó a ser vicepresidenta, siendo reelegida en 2004 y 2009, siempre como cabeza de lista de la CDU en las tres candidaturas. En ese último año recibió 379.787 votos (10,6%).  Terminó dimitiendo como eurodiputada en 2012. Entre 2001 y 2004 fue diputada municipal y miembro de la Asamblea Metropolitana de Oporto. Entre finales de 2004 y 2008 volvió a ser concejala del Ayuntamiento de Vila Nova de Gaia, sin funciones asignadas.
En 2013 fue candidata al Ayuntamiento de Viana do Castelo y en 2017 al Ayuntamiento de Oporto, siempre por la CDU, en ambos casos fue elegida concejala.
Figueiredo es presidenta, desde 2011, de la junta nacional del Consejo Portugués para la Paz y la Cooperación. Ha realizado actividades de promoción cultural, como los Encuentros Culturales en Viana do Castelo y en el estudio de Agostinho Santos, en Vila Nova de Gaia. También es colaboradora habitual de varios medios de comunicación y escribió Educar para a Cidadania (1999) y No Mar Não Há Árvores (2003), con reflexiones sobre Portugal y el mundo después de los atentados del 11 de septiembre de 2001. Publicó libros de poesía y también textos sobre economía e integración europea.

### Premios y reconocimientos
- Comendadora da Ordem do Mérito de Itália (18 de julio de 1990)[8]
- Medalha de Mérito, classe Ouro, el município de Vila Nova de Gaia[8]

## Obras publicadas
- Educar para a Cidadania. Alfragide, Ediciones ASA, 1999. ISBN 9789724121499
- No Mar Não Há Árvores. Vila Nova de Gaia, Editora Ausência, 2003. ISBN 9895530218
- Novos rumos para Portugal e para a Europa, ediçiones Avante
- Sonho e combate pela liberdade - história de Álvaro Cunhal contada aos mais novos, Âncora Editora, con pinturas de Agostinho Santos
- Cinco libros de poesía con pinturas de Agostinho Santos, publicados por Âncora Editora: Geografia do Olhar, Tear do Tempo Agora, Lábios de Maça em Abril, Semente Azul y Nas Asas do Pássaro de Fogo.